# Nuporanga
Nuporanga is een gemeente in de Braziliaanse deelstaat São Paulo. De gemeente telt 7.004 inwoners (schatting 2009).